# Kos-Minar

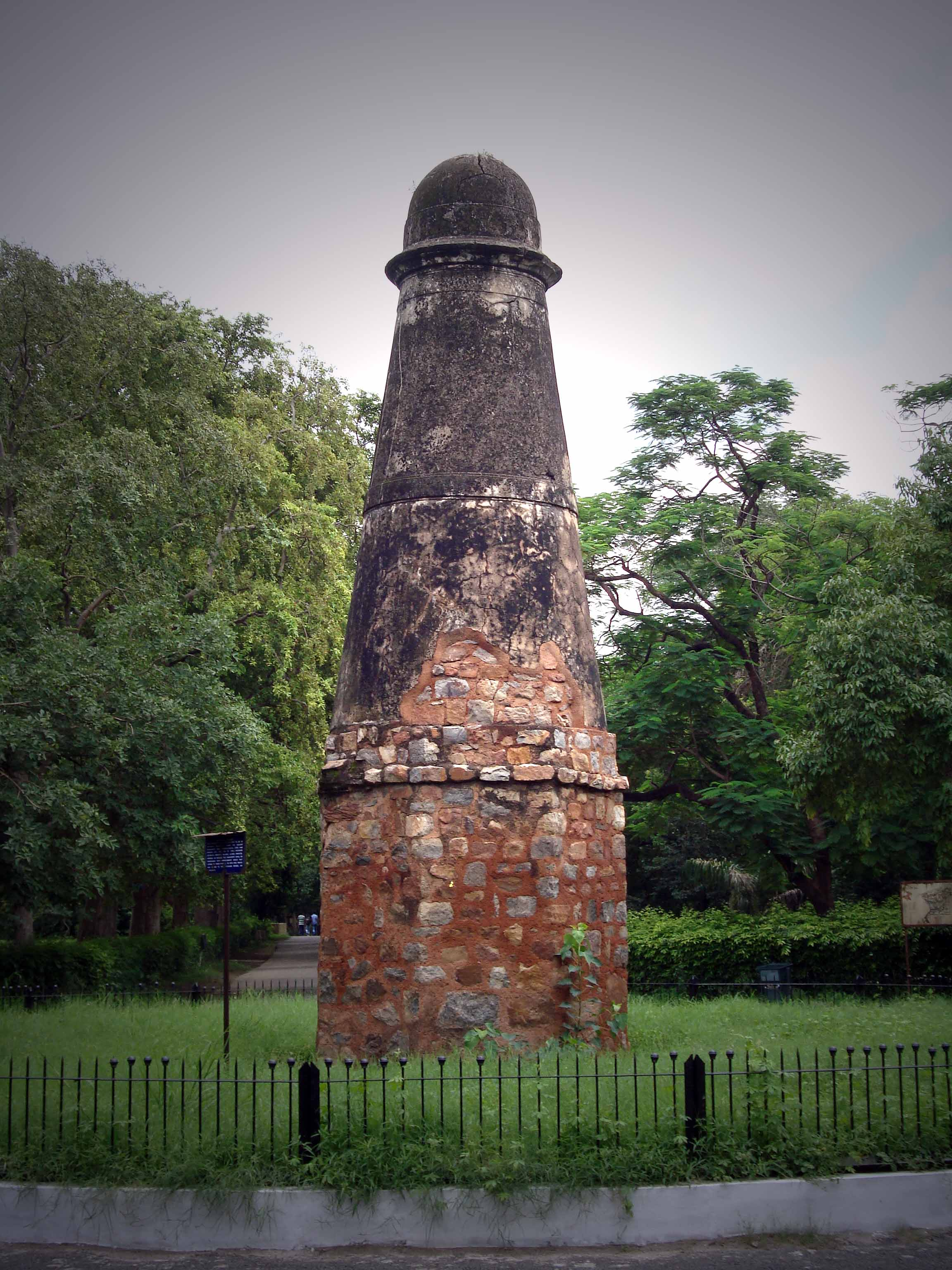
Kos-Minar im Zoo von Delhi

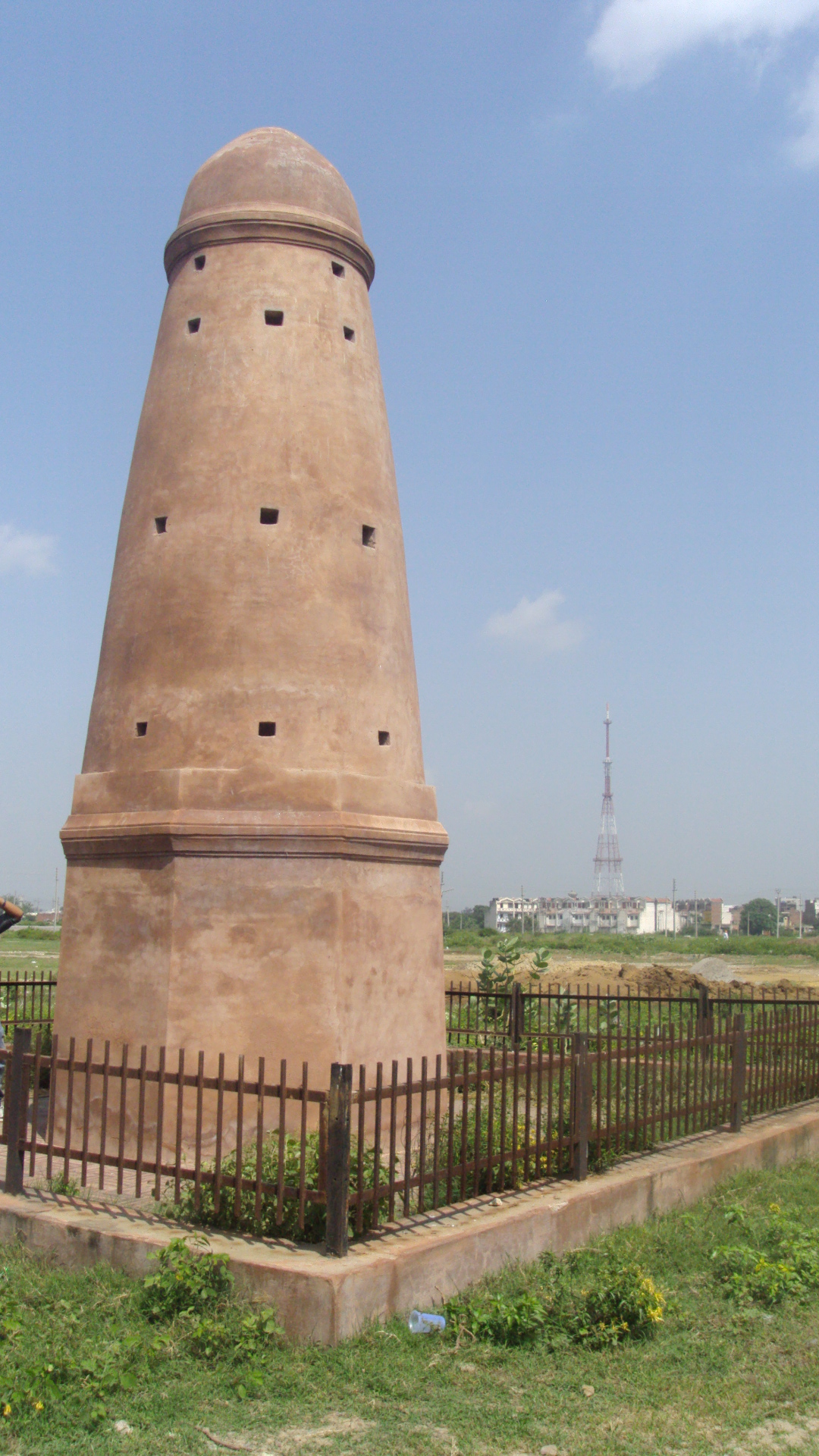
Kos-Minar bei Tirawadi, Karnal

Ein Kos-Minar war ein mogulzeitlicher Rundturm, der im Norden Indiens am Rand einer Straße als eine Art Meilenstein errichtet wurde. Auch bei Lahore, im heutigen Pakistan, haben sich einige wenige Exemplare erhalten.

## Geschichte
Die Entfernungsangabe krosh war bereits in vedischer Zeit bekannt. Im Arthashastra (um 200 n. Chr.) besteht ein Yojan (= ca. 9 Meilen = ca. 15 km) aus 4 krosh. In der Mogulzeit verstand man unter kos 1,125 oder 2 englische Meilen (= ca. 2 bis 3,5 km). Die ersten bekannten Meilentürme Nordindiens stammen möglicherweise aus der Zeit Sher Khan Suris (reg. 1539–1545), der die später Grand Trunk Road genannte Straßenverbindung von Bengalen bis ins heutige Pakistan anlegen bzw. ausbauen ließ. Die Moguln übernahmen diese Praxis – so berichtet Abu 'l-Fazl im Jahr 1575, dass der Großmogul Akbar I. befahl, entlang der Straße von Agra nach Ajmer derartige Türme zur „Bequemlichkeit der Reisenden“ zu errichten. Auch ist überliefert, dass an jedem Turm ein Pferd, ein Reiter und ein Trommler stationiert waren. Später gerieten diese Türme in Vergessenheit und verfielen; heute sind noch ca. 150 Kos-Minars bekannt.

## Architektur
Ein Kos-Minar ist ein ca. 6 bis 8 m hoher, im unteren Teil häufig oktogonaler, nach oben jedoch immer leicht konisch zulaufender Rundturm ohne Eingang und ohne Balkon oder Plattform. Die einzelnen Bauteile sind durch profilierte Gesimse voneinander abgesetzt. Als Material wurden meist Bruchsteine, seltener auch Ziegelsteine verwendet, die anschließend mit Putz überzogen wurden. Im oberen Teil blieben oft Steine ausgespart; in die verbleibenden Löcher konnten anlässlich von Reparaturen Gerüstbalken eingeführt werden. Der obere Abschluss des Turms ist regelmäßig als kleine Kuppel gestaltet.

## Galerie

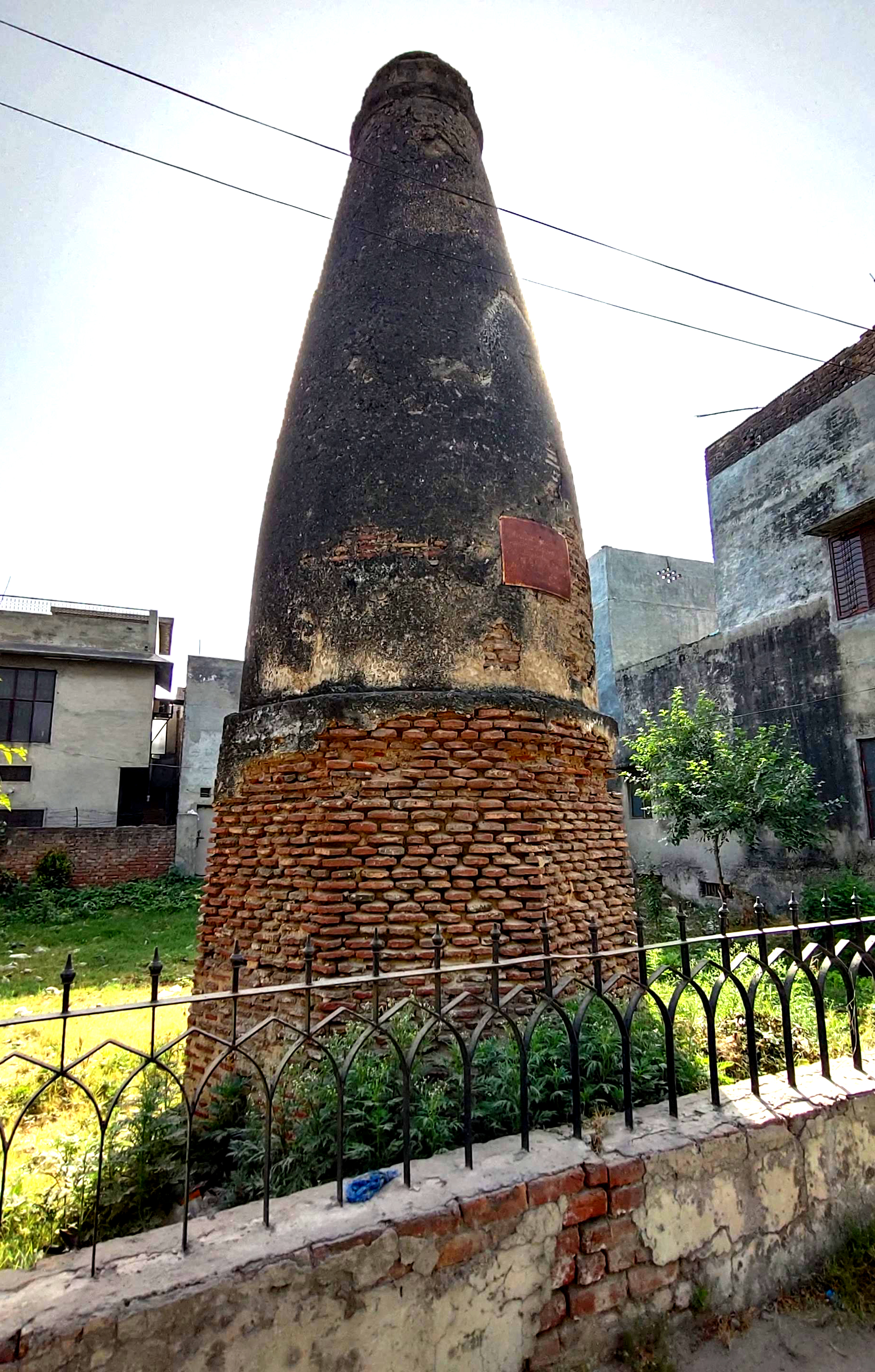
Mughalpura, Lahore, Pakistan
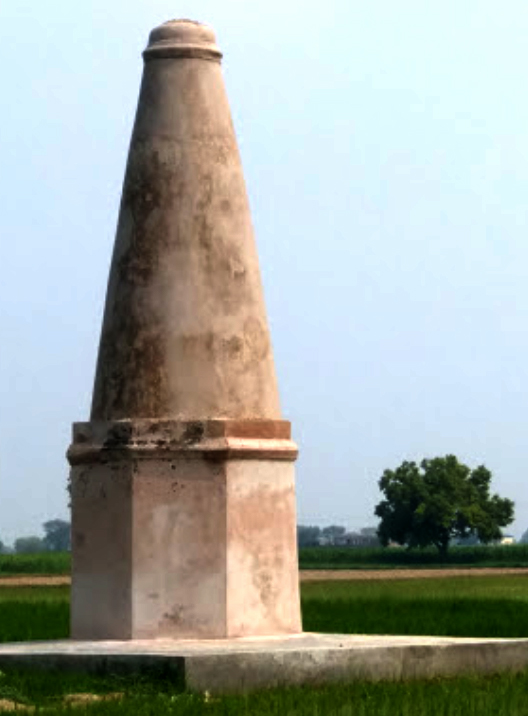
Manhala, Lahore, Pakistan
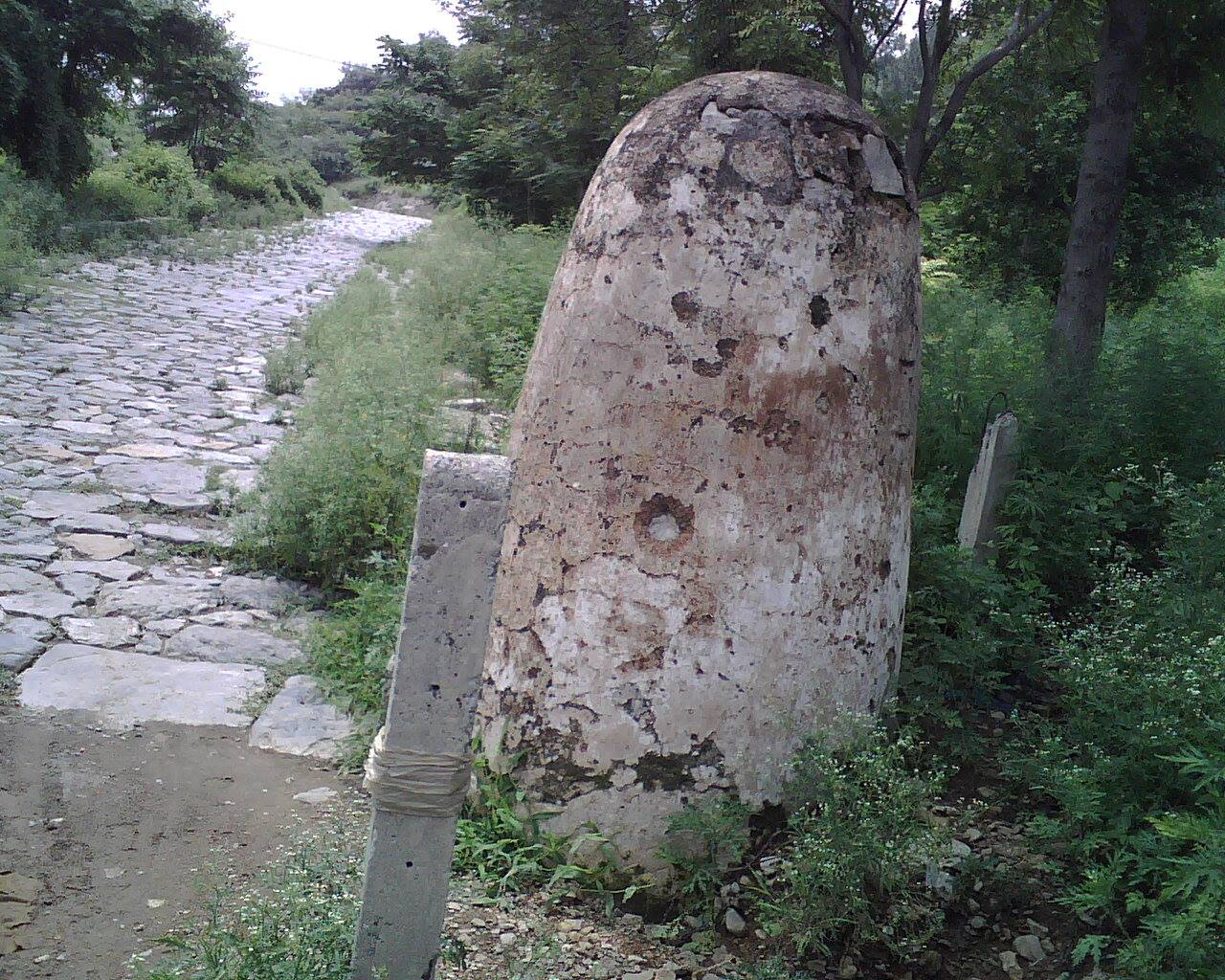
Taxla, Pakistan (Grand Trunk Road)
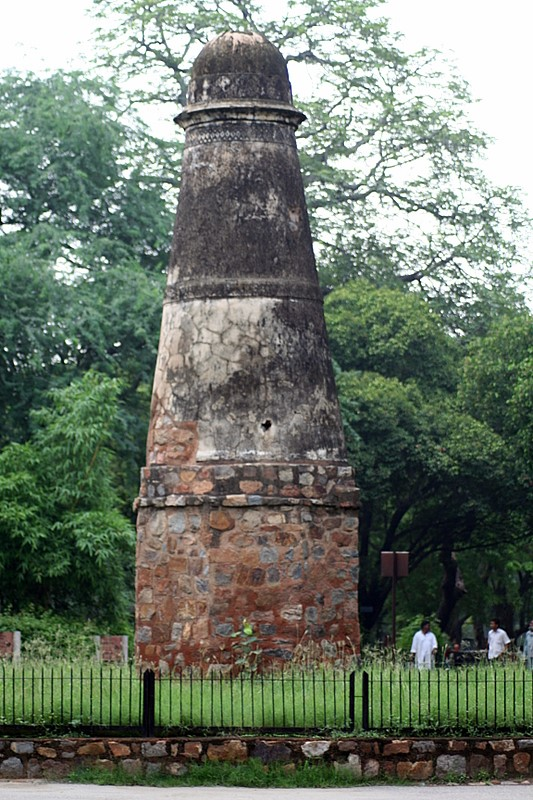
Delhi Zoo, Indien
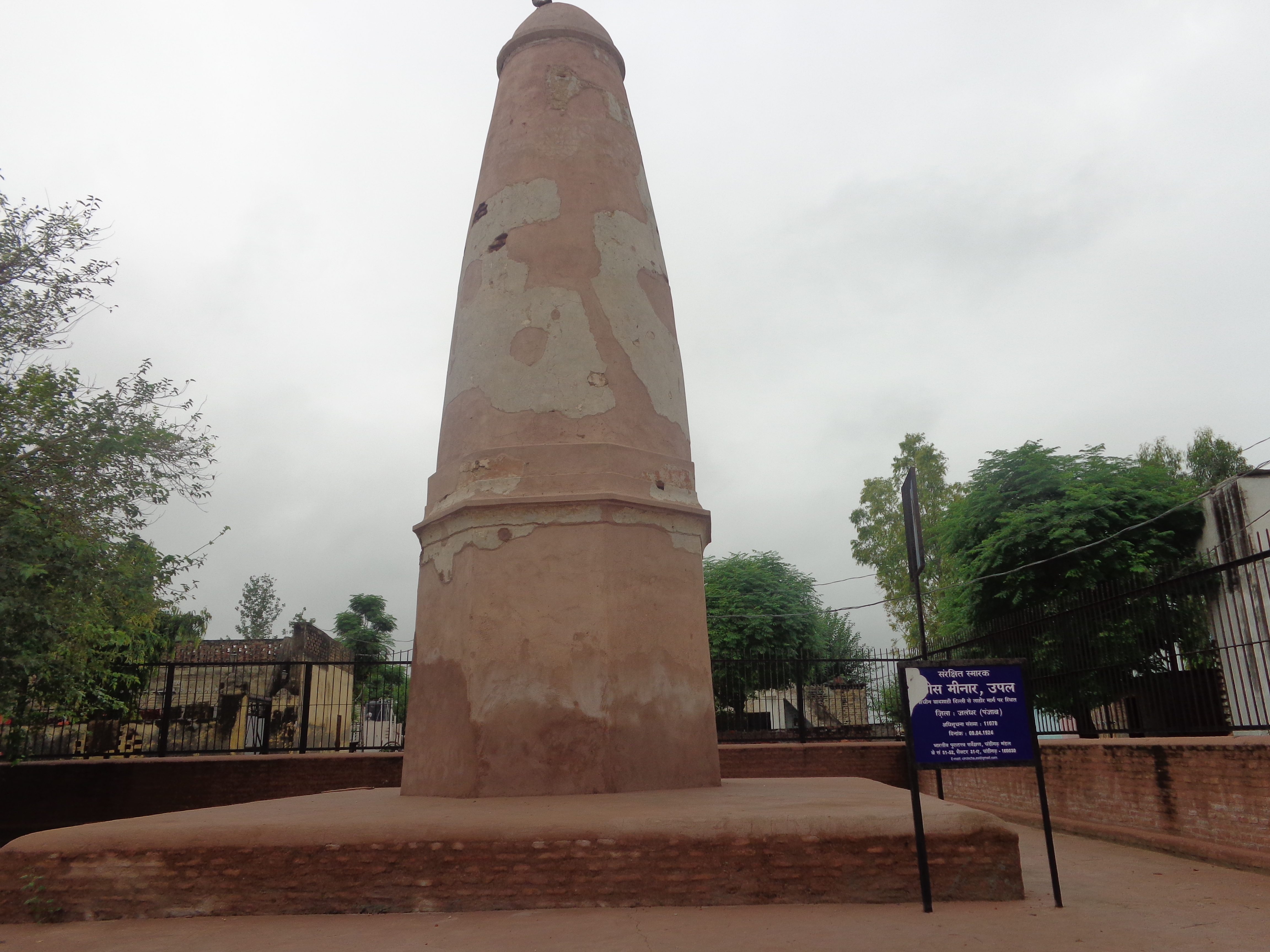
Jalandhur, Indien
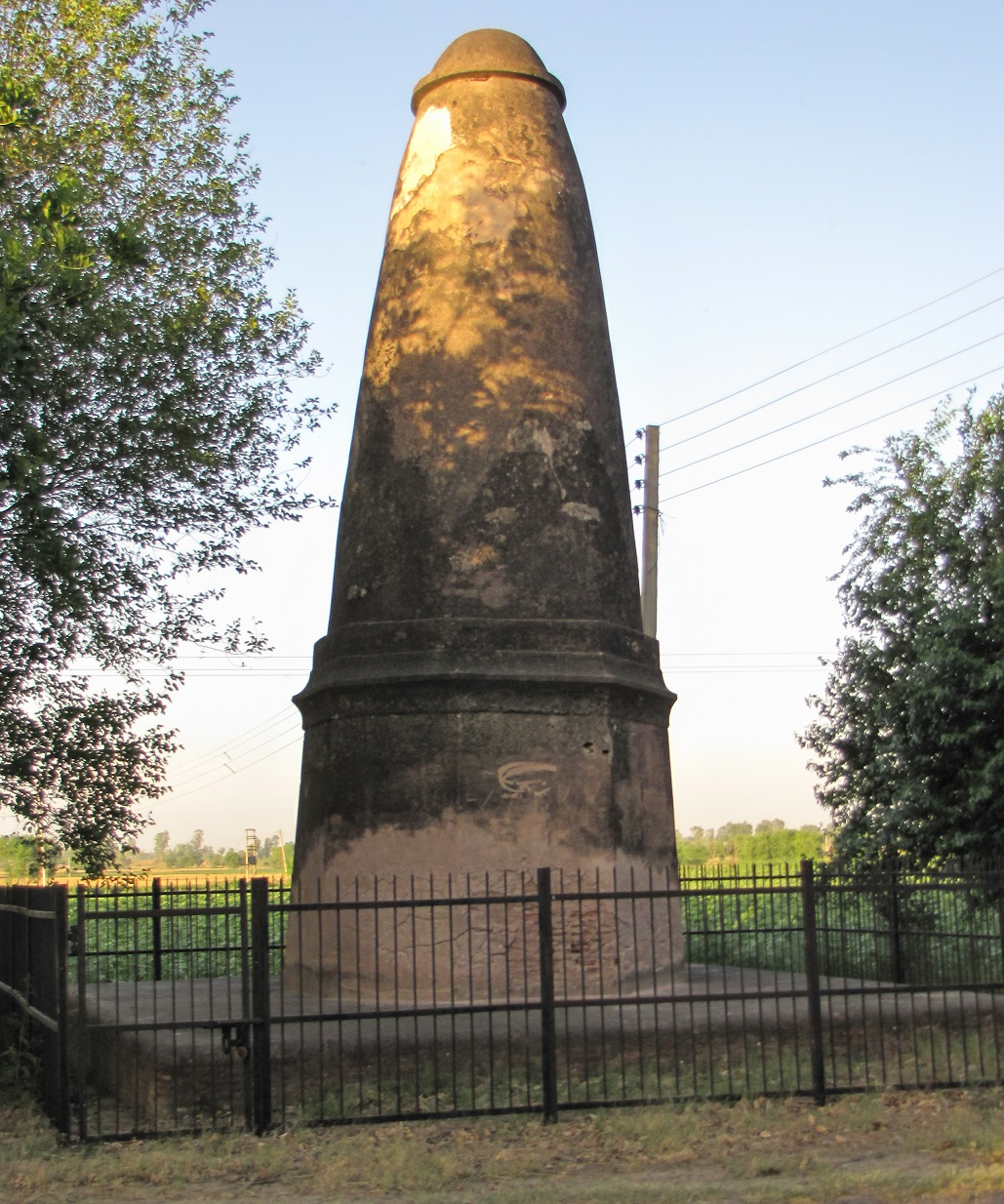
Dakkhni, Jalandhur, Indien
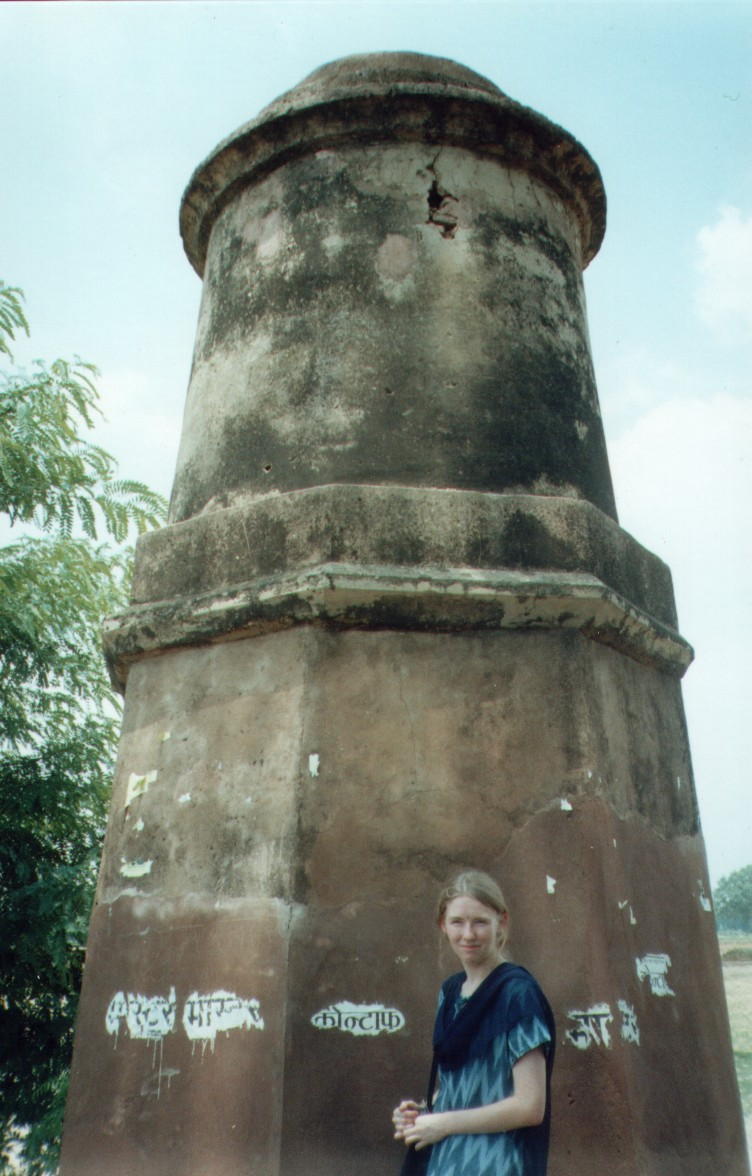
Uttar Pradesh, Indien
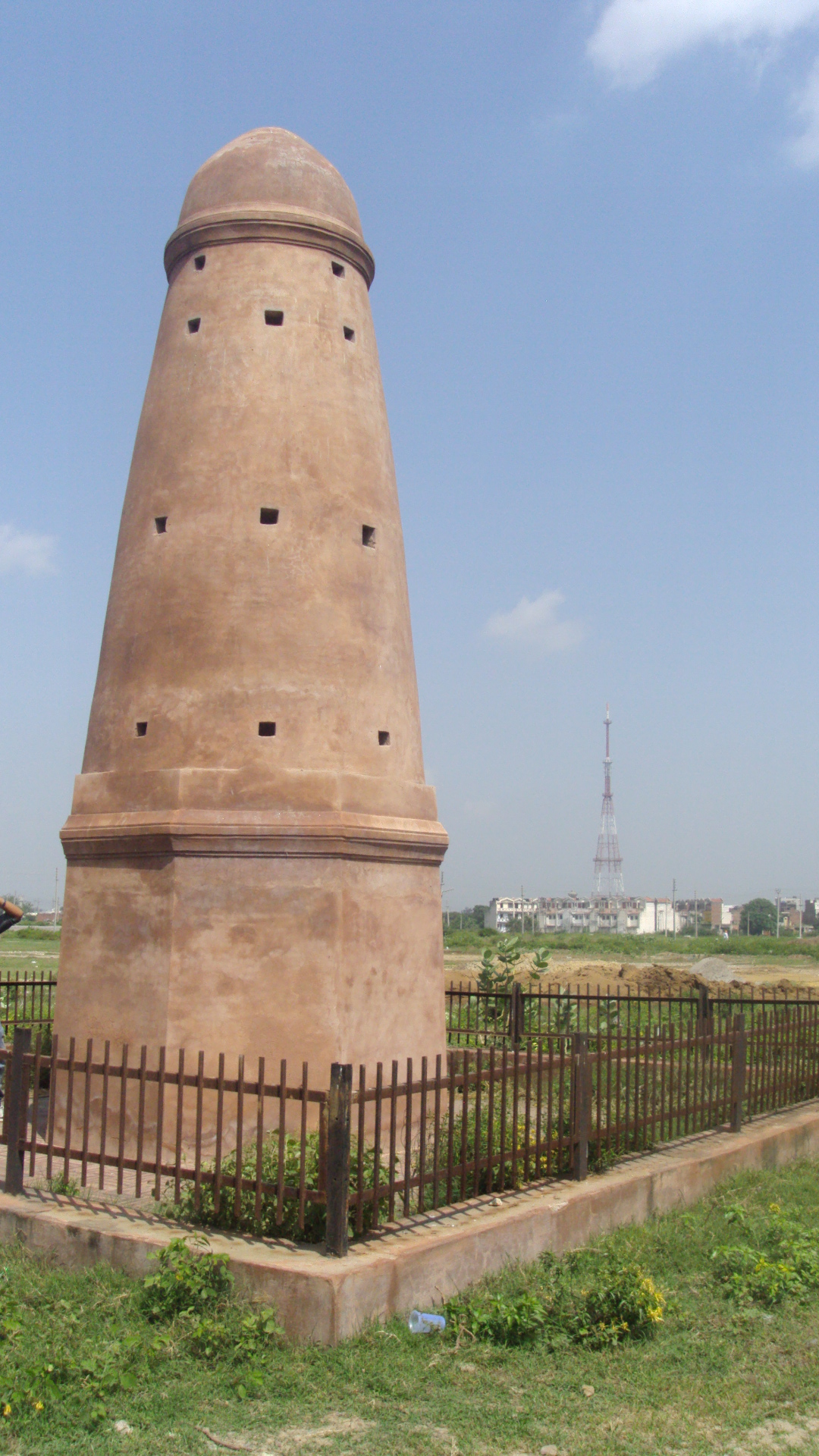
Tarawri, Karnal, Indien
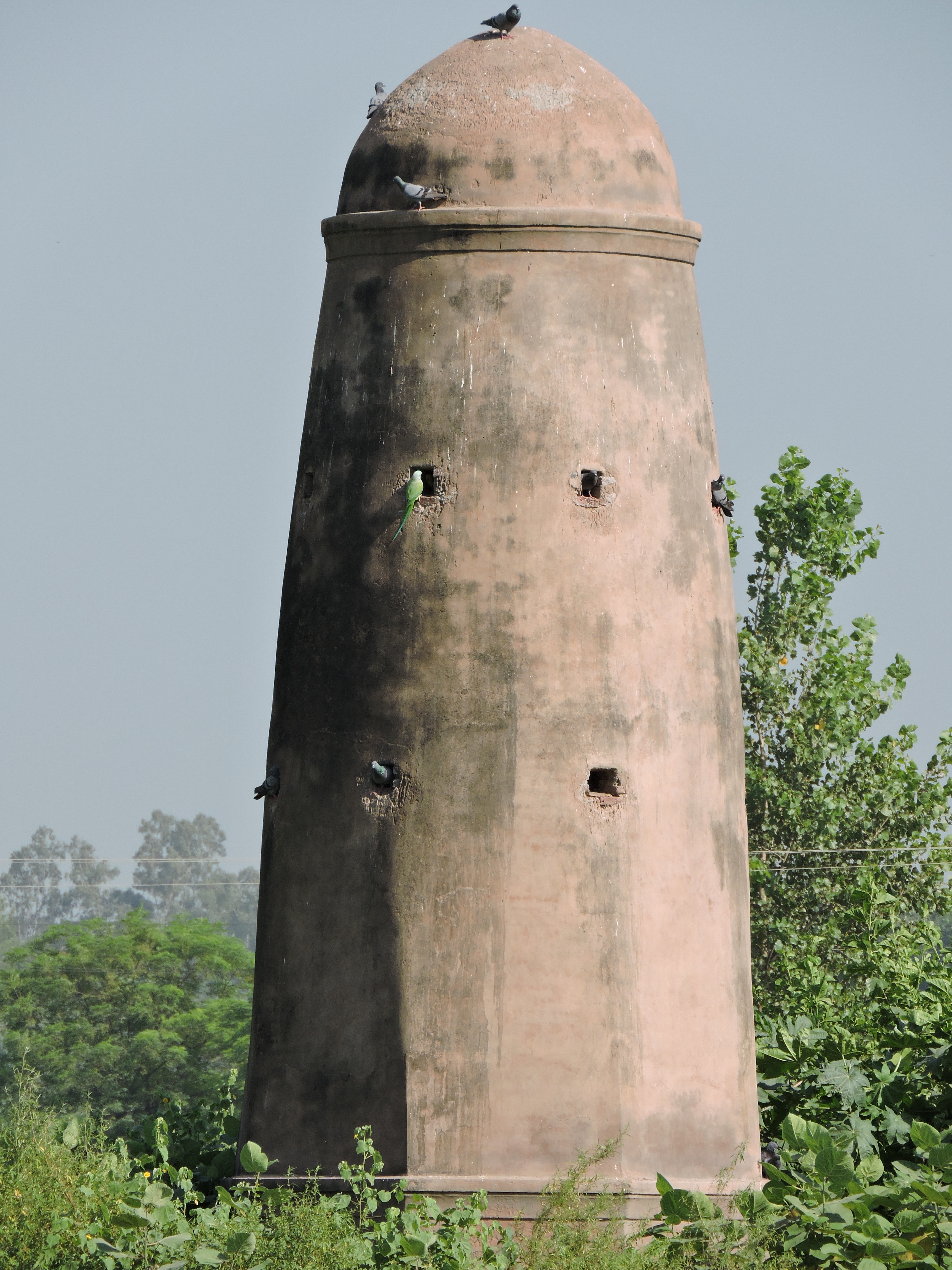
Karnal, Indien
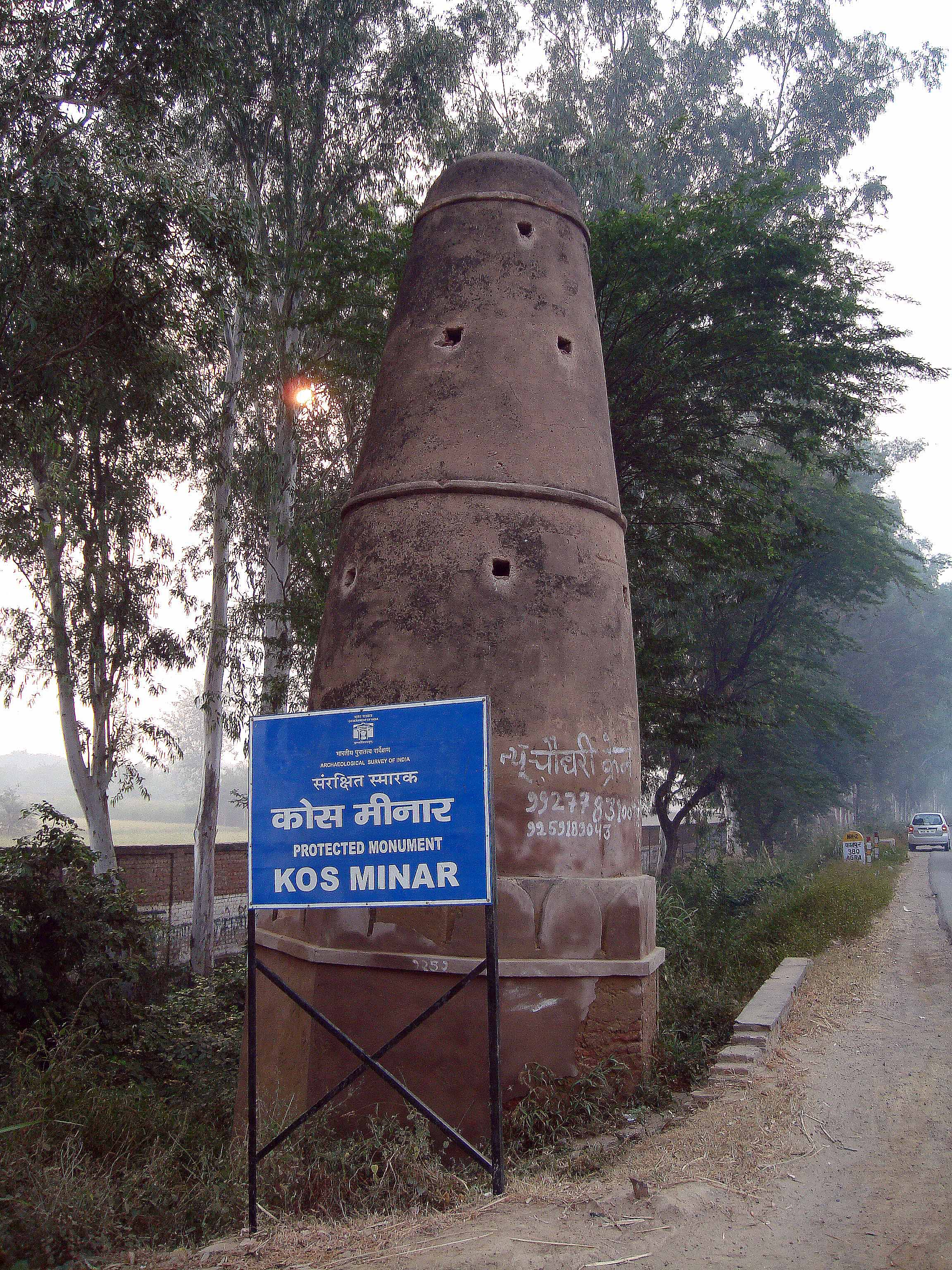
Haryana, Indien
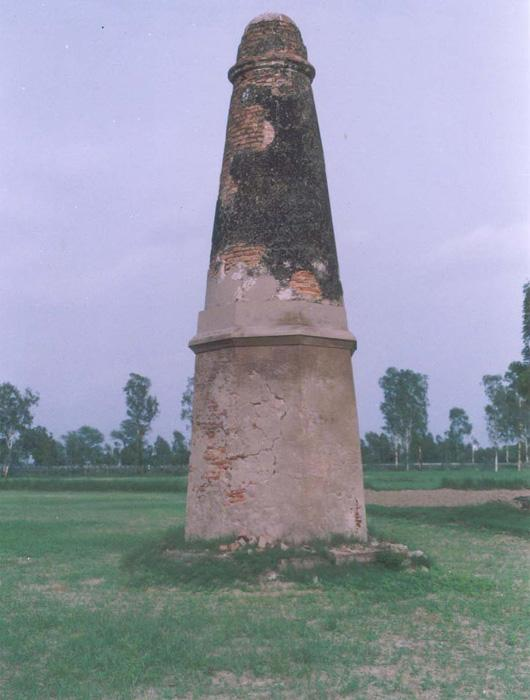
Ambala, Haryana, Indien